# فرماندهی ویژه نیروهای مسلح نروژ
فرماندهی ویژه نیروهای مسلح نروژ (نروژی: Forsvarets Spesialstyrker) یگان نیروهای ویژه زیرمجموعه وزارت دفاع نروژ است، که در سال ۱۹۸۲ تأسیس شد.